# Bernd Schubert (Leichtathletiktrainer)
Bernd Schubert (* 14. Mai 1945 in Freital) ist ein deutscher Leichtathletiktrainer.

## Leben
Bernd Schubert war letzter Cheftrainer des DDR-Leichtathletik-Verbandes. Nach der Wende arbeitete er zunächst als Cheftrainer beim LAC Chemnitz. Später war er in der gleichen Funktion bis zum 1. Oktober 2004 beim DLV beschäftigt. Anschließend arbeitete er im Lauf-Nachwuchsbereich des LAC Erdgas Chemnitz sowie weiterhin für den DLV als Bundesstützpunkt-Koordinator für Leichtathletik.
1992 gestand er die Beteiligung am systematischen und staatlich verordneten Doping im DDR-Leistungssport.